# L'experiment (pel·lícula de 2001)
L'experiment (títol original: Das Experiment) és una pel·lícula alemanya dirigida per Oliver Hirschbiegel, estrenada l'any 2001. Ha estat doblada al català
Aquest film s'inspira en el llibre The Experiment − Black Box de Mario Giordano aparegut l'any 1999, a partir de  l'experiment de Stanford portada pel professor Philip Zimbardo l'any 1971.
L'any 2007, Philip Zimbardo, va treure el llibre The Lucifer Effect explicant la seva experiència.

## Argument
En el marc d'un estudi comportamental, vint homes són seleccionats per a una experiència. Vuit de ells adquireixen la funció de guardians de presó i dotze la de presoners. Als presoners els donen números que reemplacen el seu nom durant l'experiència. Ningú no pot, a la presó, cridar un presoner pel seu nom, els presoners han de parlar-se amb el seu número. Durant dues setmanes, els experimentadors estudien els comportaments amb l'ajuda de càmeres de seguretat.
En algunes hores, els « guardians » es prenen el seu paper massa seriosament, en particular Berus, esdevenint sàdics, i els presoners se senten en un parany. Un de ells, Tarek, s'oposa als guardians quan el seu comportament li sembla injustificat, cosa que li atorga un estatus de rebel. Un altre és coronel a l'exèrcit de l'aire, un home tranquil i fred que intenta. observar el que passa.
Tot i que la violència està prohibida en  aquesta presó fictícia, els guardians no triguen a sotmetre els presoners, particularment a « 77 », Tarek Fahd, sempre en conflicte amb Berus.
Des de la segona jornada, l'experiència escapa totalment als experimentadors per la revolta dels presoners i la repressió brutal dels guardians, portats per Berus.
Un guardià és fins i tot passat a tabac i empresonat pels seus col·legues després haver volgut ajudar Tarek a procurar la medicació a un presoner diabètic en males condicions.
L'experiència va totalment a la deriva quan els guardians s'adonen que la violència no posa fi a l'experiència i decideixen  separar els presoners. Segueix un intent de violació i dos homicidis que desencadenaran una revolta general violenta en els presoners.

## Repartiment
- Moritz Bleibtreu: Tarek Fahd (presoner no 77)
- Christian Berkel: Steinoff (presoner no 38)
- Olivier Stokowski: Schütte (presoner no 82)
- Wotan Wilke Möhring: Joe (presoner no 69)
- Justus von Dohnanyi: Berus
- Timo Dierkes: Eckert
- Andrea Sawatzki: la doctora Jutta Grimm
- Edgar Selge: el professor Klaus Thon
- Maren Eggert:  Dora
- Nicki von Tempelhoff: Kamps
- Antoine Monot Jr.: Bosch
- Lars Gärtner: Renzel
- Philipp Hochmair: Lars
- Christiane Gerboth: periodista tele

## Premis i nominacions
- 2001: premi del millor director a Montreal
- 2001: premi del millor director, al millor guió i de la millor fotografia a Múnic
- 2002: premi al millor guió a Porto
- 2002: premi del millor actor (Moritz Bleibtreu) a Seattle